# Чубенко Антон Григорович

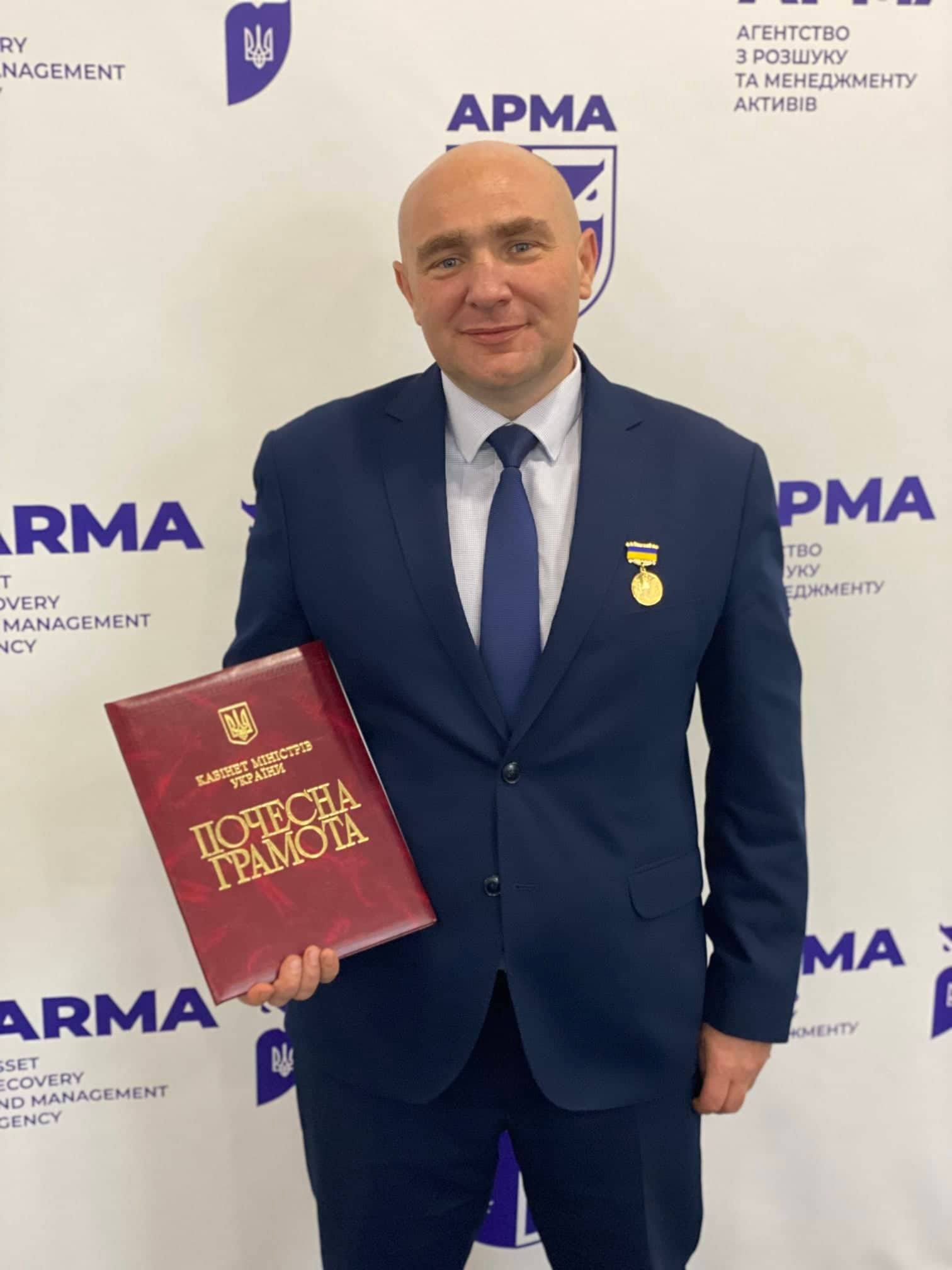
Почесна грамота Кабінету Міністрів України «За вагомий внесок у забезпечення формування та реалізації державної політики у сфері виявлення, розшуку та управління активами, одержаними від корупційних та інших злочинів, сумлінну працю та високий професіоналізм» (2021)

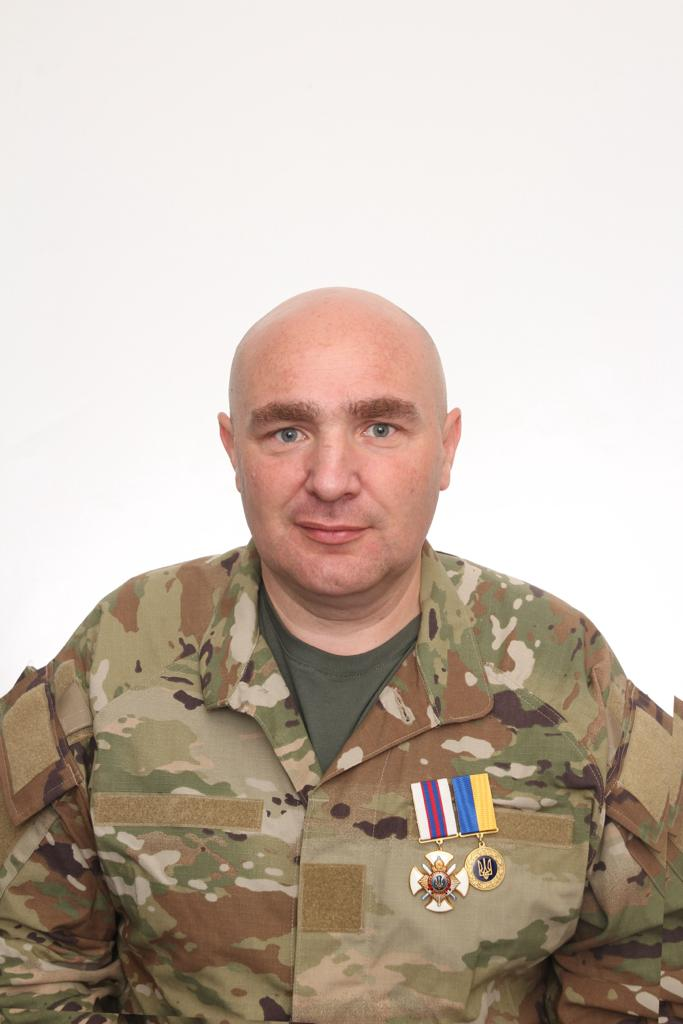
З грудня 2023 року Чубенко Антон Григорович призначений на посаду заступника начальника Полтавської обласної військової адміністрації.

Антон Григорович Чубенко (19 жовтня 1974, Київ, Україна) — професор, доктор юридичних наук, заступник начальника Полтавської обласної військової адміністрації.
Обіймав посади: Голова науково-методичної ради Академії фінансового моніторингу, член спеціалізованих вчених рад, експерт Міністерства освіти і науки та Держфінмоніторінгу України, експерт ОБСЄ.
Одружений, має двох дітей.

## Освіта
1991 — закінчив середню школу № 107 Подільського району м. Києва.
1994 — закінчив з відзнакою Львівський державний університет безпеки життєдіяльності (на той час Львівське пожежно-технічне училище МВС України).
2000 — закінчив з відзнакою Національну академію внутрішніх справ України (НАВСУ) за спеціальністю «Правознавство».
2000 — отримав вищу економічну освіту в Міжнародній школі бізнесу за спеціальністю «Фінанси».

## Наукові ступені
У квітні 2004 року захистив кандидатську дисертацію на тему: «Правові засади фінансування Міністерства внутрішніх справ України» та отримав вчений ступінь кандидата юридичних наук за спеціальністю 12.00.07 (теорія управління; адміністративне право і процес; фінансове право; інформаційне право).
У квітні 2012 року захистив докторську дисертацію на тему «Теоретико-правові засади фінансування системи цивільного захисту» та отримав вчений ступінь доктора юридичних наук за спеціальністю 12.00.07.

## Нагороди та відзнаки
2000 — медаль «Пам'ятний знак НАВС України»
2002 — медаль «За сумлінну службу III ступеня»
2008 — медаль «Гетьман Конюшевич–Сагайдачний», медаль «За сумлінну службу ІІ ступеня»
2009 — медаль «За врятовані життя»
2011 — медаль «Ювілейний знак Нам разом–70», почесний знак «За мужність та професіоналізм», заохочувальний знак «20 років із СДПЧ», медаль «За сумлінну службу І ступеня», медаль «20 років міліції України»
2012 — нагрудний знак «За заслуги», медаль «15 років із СДПЧ», медаль «25 років подвигу», ювілейна медаль «90 років НАВС», медаль «ДКЗ МВС України», медаль «За воїнську доблесть»
2017 — відзнака «Почесний ветеран» Академії фінансової розвідки, ювілейна медаль «95 років НАВС», грамота Верховної Ради України «За заслуги перед Українським народом», подяка Голови Київської Міської Державної Адміністрації Віталія Кличка «За вагомий особистий внесок у розвиток державної правової політики»
2019 — почесна грамота Державної служби фінансового моніторингу України «За сумлінну працю, високий професіоналізм, відповідальне ставлення до виконання службових обов'язків, пов'язаних з реалізацією державної політики у сфері запобігання та протидії легалізації (відмиванню) доходів, одержаних злочинним шляхом, фінансуванню тероризму та фінансуванню розповсюдження зброї масового знищення»
2020 — почесна грамота  Київського міського Голови Віталія Кличка «За багаторічну сумлінну працю, вагомий особистий внесок у розвиток державної правової політики, високий професіоналізм та з нагоди Дня юриста», подяка Комітету Верховної Ради України з питань фінансів, податкової та митної політики з нагоди Дня юриста та «За активну участь в удосконаленні законодавства, що координує діяльність фінансово-кредитних установ, та консолідацію зусиль банківського співтовариства у вирішенні актуальних проблем банківської системи», пам'ятний знак Управління державної охорони України «За сприяння державній охороні України»
2021 — ювілейний пам'ятний знак Національної академії внутрішніх справ «100 років НАВС»
2021 — почесна грамота Кабінету Міністрів України «За вагомий внесок у забезпечення формування та реалізації державної політики у сфері виявлення, розшуку та управління активами, одержаними від корупційних та інших злочинів, сумлінну працю та високий професіоналізм»
2022 — почесна грамота Союзу юристів України «За активну роботу в Союзі юристів України та вагомий особистий внесок у розбудову правової держави, зміцнення законності і правопорядку»

## Професійна діяльність
1994—1997 рр. — інспектор 4-ї Самостійної державної пожежної частини по охороні Старокиївського району м. Києва.
2000 р. Старший ревізор КРУ ФЕУ МВС України, у тому ж році зарахований до ад'юнктури НАВСУ.
2003—2008 рр. — наукова діяльність в Українському науково-дослідному інституті пожежної безпеки МНС України, напрям діяльності нормативно-правове забезпечення управління фінансами у сфері цивільного захисту.
2008—2012 рр. — науково-викладацька робота у Київському національному університеті внутрішніх справ на посадах доцента та професора кафедри економіко-правових дисциплін, активна наукова та громадська робота.
2012—2014 рр. — начальник кафедри економіко-правових дисциплін Національної академії внутрішніх справ.
2014—2017 рр. — директор Державного навчального закладу післядипломної освіти «Навчально-методичний центр перепідготовки та підвищення кваліфікації спеціалістів з питань фінансового моніторингу в сфері боротьби з легалізацією (відмиванням) доходів, одержаних злочинним шляхом, і фінансуванням тероризму».
2017—2020 рр. — директор Академії фінансового моніторингу.
2020—2023 рр. — начальник Управління правового забезпечення центрального апарату Національного агентства України з питань виявлення, розшуку та управління активами, одержаними від корупційних та інших злочинів (АРМА).
З липня по жовтень 2023 р. — головний науковий співробітник Науково-дослідного інституту публічного права.
З жовтня по грудень 2023 р. — радник Голови Полтавської обласної державної адміністрації.
З грудня 2023 року — заступник Голови Полтавської обласної державної адміністрації.

## Український державний діяч
Із грудня 2023 року Антон Чубенко обіймає посаду заступника начальника Полтавської ОВА з питань освіти і науки, культури і туризму, інформаційної діяльності та комунікацій з громадськістю, юридичного забезпечення, діяльності Державного архіву області. 
Управлінець вибудовує ефективну взаємодію з громадами на принципах прозорості й відкритості. 
Ініціював оновлений формат системної комунікації для висвітлення роботи ОВА: проведення щотижневих брифінгів в офіційному медіацентрі Полтавщини,  взаємодія з медіа, активна присутність у соцмережах.
У сфері освіти активізували міжнародне співробітництво. 
Упроваджено інноваційні підходи до правової освіти. 
На особистому контролі – реалізація реформи шкільного харчування в області. 
У 2024 році на Полтавщині вперше провели НМТ в укриттях для безпеки дітей. 
Успішно завершили формування мережі академічних ліцеїв. 
У фокусі – функціонування ліцеїв із посиленою військово-фізичною підготовкою. Антон Чубенко особисто підтримує зв’язок з ліцеїстами. 
Триває підтримка обдарованої молоді. 
Діють програми стажування у структурних підрозділах ОВА, виплати іменних стипендій.
Створено додаткові можливості для залучення талановитих дітей у проєктах МАН. 
За ініціативи Антона Чубенка створено Раду ректорів при Полтавській ОВА. 
Успішно реалізовують Всеукраїнську програму ментального здоров’я «Ти як?». 
Діяльність Антона Чубенка у сфері культури сприяє розвитку міжконфесійного діалогу та має позитивний вплив на суспільну стабільність та міжетнічний діалог у регіоні.
У закладах культури обласного підпорядкування оновили репертуар та формат проведення заходів. 
Державний архів Полтавщини впевнено зберігає лідерство на всеукраїнському рівні за темпами оцифрування матеріалів.
Завершили процес декомунізації та деімперіалізації топонімів на Полтавщині.
Діяльність Антона Чубенка висвітлена у понад 1000 публікаціях регіональних медіа, що підтверджує високу оцінку його роботи як з боку журналістів, так і громадськості.

## Розслідування
Після призначення Чубенка Антона Григоровича на посаду начальника Управління правового забезпечення було продовжено програми навчання та підвищення кваліфікації працівників АРМА у Державному закладі післядипломної освіти "Академія фінансового моніторингу". Чубенко має пріоритет професійного розвитку держслужбовців особливо в антикорупційному напрямку. Попередньою посадою, яку обіймав Чубенко до роботи в АРМА, є директор Академії фінансового моніторингу за версією деяких розслідувачів саме він сприяє позитивним зрушенням в АРМА. В Академії фінансового моніторингу на постійній основі проходять підвищення кваліфікації працівники НАБУ, ДБР, СБУ та інших правоохоронних органів, а також судді, зокрема ВАКС.
Треба зазначити, що за активною участю професора Антона Чубенка відбувся перший тренінговий курс для детективів НАБУ, що надало імпульс по побудові сучасної системи антикорупційних органів нашої держави.
За час перебування Чубенка Антона Григоровича на посаді начальника Управління правового забезпечення АРМА ним було запропоновано низку законодавчих ініціатив, спрямованих на удосконалення діяльності АРМА в цілому та управління арештованими активами зокрема.
Серед таких ініціатив пропозиція щодо доповнення Закону України «Про Національне агентство України з питань виявлення, розшуку та управління активами, одержаними від корупційних та інших злочинів» положеннями щодо особливостей управління активами у виняткових випадках (стаття 21-1), спрямованими на забезпечення безперебійного функціонування арештованих активів стратегічного значення. Так у виняткових випадках на підставі рішення Кабінету Міністрів України управління стратегічними активами може здійснюватися шляхом їх передачі в управління підприємству, установі, організації, що належить до сфери управління міністерства, іншого центрального органу виконавчої влади, або господарському товариству, 50 і більше відсотків акцій (часток) якого знаходиться у статутних капіталах господарських товариств, частка держави в яких становить 100 відсотків.
Після початку повномасштабного вторгнення рф, у березні 2022 року було здійснено аналіз законодавства з можливістю в межах повноважень АРМА сприяти обороні держави та було запропоновано передбачити на законодавчому рівні можливість придбання АРМА за рахунок арештованих коштів, що знаходяться на рахунках АРМА, придбавати «Військові облігації». Завдяки зазначеній законодавчій зміні АРМА здійснює цільову інвестицію у безпеку країни. Зазначені кошти спрямовуються на підтримку армії, фінансування оборонних проектів та посилення загальної системи безпеки країни. Варто зазначити, що АРМА єдиний орган, який використовує такий інструмент як «Військові облігації» для підтримки обороноздатності нашої країни. Від початку повномасштабного вторгнення сума прибраних АРМА «Військових облігацій» (і відповідно коштів спрямованих на підтримку країни) складає понад 3,5 млрд грн.
З метою долучити АРМА ще і до процесу відновлення країни, неодноразово Антон Чубенко озвучував ідею щодо змін у законодавство, які дозволять АРМА спрямовувати кошти, що знаходяться на його рахунках у національній валюті не лише на оборонну сферу через придбання «Військових облігацій», а й на відновлення. Для цього АРМА було запропоновано Мінфіну розглянути можливість випуску ОВДП на відновлення нашої країни. Так арештовані кошти будуть приносити подвійну користь: надаватимуть фінансову підтримку ЗСУ для пришвидшення нашої перемоги та сприятимуть відновленню деокупованих та постраждалих територій нашої країни.
Вагомий внесок було зроблено для організації та запуску в АРМА власної сучасної іт-лабораторії, яка наразі укомплектована сучасними програмними та програмно-апаратними комплексами, що дозволяють проводити forensic-дослідження з цифровими носіями інформації. Сучасні програмно-апаратні комплекси іт-лабораторії надають можливість проводити поглиблений  аналіз отриманої інформації, шукати взаємозв’язки, відновлювати видалену інформацію, будувати звіти, що у свою чергу сприяє підвищенню ефективності здійснення заходів  із розшуку та виявлення активів, пришвидшують проведення розслідувань кримінальних проваджень.

## Основні публікації
Монографії, навчальні посібники:
1. Теоретико-правові засади фінансування системи цивільного захисту в Україні. — К. : Нац. акад. внутр. справ, 2011. — 460 с.
2. Національні фінансові системи в умовах глобалізації. — м. Івано-Франківськ: Галицька Академія, 2008. — 308 с.
3. Фінансування центральних органів виконавчої влади із використанням програмно-цільового методу (на матеріалах Міністерства внутрішніх справ та Міністерства надзвичайних ситуацій України). — К., 2011. — 212 с.
4. Фінансове право (навч. посіб.). — К. : КНТ, 2009. — 520 с.
5. Фінансове право (навч. посіб.). — Київ: КНТ, 2014. — 600 с. Гриф МОН України (Лист № 1/4/18-Г-2987.1 від 31 грудня 2008 р.)
6. Фінансове право (навчально-методичний комплекс). — К., 2013—154 с.
7. Судова бухгалтерія (навч.посіб.). — К. 2015—284 с.
8. Судова бухгалтерія (навчально-методичний комплекс). — К., 2013—136 с.
9. Податкове право (навч. посіб.). — К. : НАВС, 2014. — 304 с.
10. Податкове право (навчально-методичний комплекс). — К., 2013—124 с.
11. Система електронних платежів (навч. посіб.). — К. : ТОВ «Три К», 2013. — 293 с.
12. Електронні платіжні системи (навч. посіб.). — К. : ТОВ «Три К», 2013. — 229 с.
13. Організаційно-правові засади забезпечення громадської безпеки в умовах надзвичайних ситуацій техногенного та природного характеру (монографія). — К. 2014. — 149 с.
14. Національна оцінка ризиків у сфері відмивання коштів здобутих злочинним шляхом та фінансування тероризму. — К. 2014. — 100 с.
15. Науково-практичний коментар до Закону України «Про запобігання та протидію легалізації (відмиванню) доходів, одержаних злочинним шляхом, фінансуванню тероризму та фінансуванню розповсюдження зброї масового знищення» (від 14 жовтня 2014 р. № 1702-VII). — К. 2015—787 с.
16. Нотаріат в Україні (навчальний посібник). — К. ВНЗ «Національна академія управління»; «Алерта», 2016.
17. Фінансові розслідування у сфері протидії легалізації злочинних доходів в Україні (методичні рекомендації). — Київ: Нац. акад. внутр. справ, 2017. — 164 с.
18. Науково-практичний коментар Бюджетного кодексу України. Станом на 4 травня 2018 року. — Київ: Видавничий дім «Професіонал», 2018. — 304 c. ISBN 978-966-370-365-7
19. Термінологічний словник з питань запобігання та протидії легалізації (відмиванню) доходів, одержаних злочинним шляхом, фінансуванню тероризму, фінансуванню розповсюдження зброї масового знищення та корупції / Чубенко А. Г., Лошицький М. В., Павлов Д. М., Бичкова С. С., Юнін О. С. — К.: Ваіте, 2018. — 826 с. ISBN 978-617-7627-10-3
20. Право на житло для військовослужбовців. (наукове видання) / Пєтков С.В., Копотун І.М., Чубенко А.Г., Золотарьова М.К., Микитюк М.А., Павлюк О.О., Сопільник Л.І., Скриньковський Р.М., Пасіка С.П., Шевченко А.М., Джус О.А., Макарова Т.П. — Київ: Видавничий дім "Професіонал", 2023. — 494 с. ISBN 978-611-01-2929-2
21. Державні гарантії захисту соціальних прав військовослужбовців і членів їх сімей. (наукове видання) / Пєтков С.В., Копотун І.М., Чубенко А.Г., Золотарьова М.К., Микитюк М.А., Павлюк О.О., Сопільник Л.І., Скриньковський Р.М., Пасіка С.П., Шевченко А.М., Джус О.А., Макарова Т.П. — Київ: Видавничий дім "Професіонал", 2023. — 594 с. ISBN 978-611-01-2930-5
22. Адміністративна відповідальність юридичних осіб. Законодавство. Судова практика / Укладачі: Бортняк К. В., Золотарьова М. К., Микитюк М. А., Пасіка С. П., Пєтков С. В., Скриньковський Р. М., Чубенко А. Г.; За заг ред. С.В. Пєткова. — Київ: Юрінком Інтер, 2023. — 272 с. ISBN 978-966-667-805-1
23. Державна таємниця як складова національної безпеки України: охорона та доступ до державної таємниці; законодавче забезпечення державної таємниці; відповідальність за розголошення державної таємниці; особливості дотримання державної таємниці під час відправлення правосуддя; особливості регулювання в особливий період та під час воєнного стану / Укл. : Джус О.А., Золотарьова М.К., Копотун І.М., Макарова Т.П., Микитюк М.А., Павлюк О.О., Пасіка С.П., Пєтков С.В., Скриньковський Р.М., Сопільник Л.І., Чубенко А.Г., Шевченко А.М. — Київ. ВД «Професіонал», 2023. — 438 с. ISBN 978-611-01-2935-0
24. Проведення психофізіологічного дослідження з використанням поліграфу: нормативно-правове забезпечення застосування поліграфа та психофізіологічних досліджень; організація та проведення психофізіологічного дослідження персоналу МОУ та ЗСУ; психофізіологічні дослідження із застосуванням поліграфа при здійсненні службових розслідувань стосовно військовослужбовців / Укл.: Ануфрієв М. І., Боднарчук О. Г., Джус О. А., Дрозд О. Ю., Дубенко О. І., Журавльов Д. В., Золотарьова М. К., Клименко М. М., Копотун І. М., Коропатнік І. М., Курилюк Ю. Б., Макарова Т. П., Микитюк М. А., Павлюк О. О., Пасіка С.П., Пєтков С. В., Скриньковський Р. М., Сопільник Л. І., Чубенко А. Г.; Під заг. ред. М.М. Клименко. — Київ. ВД «Професіонал», 2023. — 476 с. ISBN 978-611-01-2936-7
25. Науково-практичний коментар Кримінального процесуального кодексу України. Станом на 1 вересня 2023 року / Авт. колектив: Ануфрієв М. І., Боднарчук О. Г., Вітвіцький С. С., Данилевська Ю. О., Дрозд О. Ю., Дрофич Ю. В., Дубенко О. І., Журавльов Д. В., Золотарьова М. К., Козяр Р. Я., Колб О. Г., Копотун І. М., Леоненко М. І., Леоненко Т. Є., Лошицький М.В., Макарова Т. П., Микитюк М. А., Міненко С. І., Муляр Г. В., Назимко Є. С., Павлюк О. О., Пасіка С. П., Пєтков В. П., Пєтков С. В., Пономарьова Т. І., Скриньковський Р. М., Сопільник Л. І., Стратонов В. М., Топчій В. В., Хмиз М. В., Чубенко А. Г.; За заг. ред. Стратонова В. М. Київ: Видавничий дім «Професіонал», 2023. 1208 с. ISBN 978-966-370-921-5

Статті, доповіді:
1. Особливості фінансування органів внутрішніх справ на сучасному етапі розвитку України. — Вісник Академії праці і соціальних відносин Федерації профспілок України. — 2001. — № 2. — С. 192—196.
2. Контроль за надходженням і використанням коштів в органах внутрішніх справ. — Підприємництво, господарство і право. — 2002. — № 4. — С.62-64.
3. Проблеми фінансово-правового регулювання видатків на утримання Міністерства внутрішніх справ України. — Науковий вісник Національної академії внутрішніх справ України. — 2003. — № 4 — С.221 — 226.
4. Міністерство внутрішніх справ, як суб'єкт фінансового права. — Право України. — 2004. — № 1 — С.47 — 49.
5. Підвищення ефективності правового регулювання статусу Міністерства України з питань надзвичайних ситуацій та у справах захисту населення від наслідків Чорнобильської катастрофи. — Підприємництво, господарство, право. — 2005. — № 12. — С. 112—115.
6. Особливості фінансування МНС України: погляд на проблему. — Право України. — 2005. — № 7. — С. 44–46.
7. Напрями вдосконалення правової регламентації функцій МНС України. — Підприємництво, господарство, право. — 2005. — № 10. — С. 105—108.
8. Фінансування МНС України за рахунок коштів спеціального фонду бюджету: проблеми та перспективи. — Право України. — 2005. — № 10. — С. 51–53.
9. Концептуальні засади удосконалення системи фінансування цивільного захисту. — Право України. — 2006. — № 3. — С. 46–48.
10. Перспективи застосування страхування для фінансового забезпечення цивільного захисту. — Підприємництво, господарство, право. — 2006. — № 9. — С. 85–88.
11. Правовий режим фінансових та матеріальних резервів у сфері цивільного захисту. — Підприємництво, господарство, право. — 2006. — № 9. — С. 85–88.
12. Розвиток внутрішнього державного фінансового контролю у сфері цивільного захисту. — Підприємництво, господарство, право. — 2006. — № 7. — С. 131—133.
13. Повноваження розпорядників бюджетних коштів у сфері цивільного захисту. — Підприємництво, господарство і право — 2006. — № 8. — С. 67–69.
14. Фінансування цивільного захисту за рахунок коштів місцевих бюджетів. — Право України. — 2006. — № 11. — С. 45–47.
15. Правові засади оптимізації структури розпорядників бюджетних коштів. — Право України. — 2006. — № 9. — С. 92–94.
16. Організаційно-правові проблеми забезпечення ефективного використання бюджетних коштів. — Право України. — 2007. — № 5. — С. 57–60.
17. Напрями правового забезпечення удосконалення класифікації видатків бюджету. — Південноукраїнський правничий часопис. — 2007. — № 1. — С. 104—106.
18. Правове забезпечення виконання бюджету за видатками. — Південноукраїнський правничий часопис. — 2007. — № 2. — С. 134—136.
19. Правове забезпечення ефективного управління фінансами у сфері цивільного захисту. — Підприємництво, господарство, право. — № 10. — 2007. — С. 11–13.
20. Організаційно-правові проблеми оподаткування нерухомого майна в Україні. — Підприємництво, господарство, право. — № 11. — 2007. — С. 28–31.
21. Застосування програмно-цільового методу бюджетного фінансування видатків у сфері цивільного захисту. — Право України. — 2007. — № 12. — С. 38–40.
22. Фінансово-правові проблеми організації взаємодії у сфері цивільного захисту. — Науковий вісник Київського національного університету внутрішніх справ. — 2008. — № 2. — С. 47–52.
23. Проблемні питання вдосконалення правового регулювання внутрішнього фінансового контролю у сфері цивільного захисту. — Кримський юридичний вісник. — Сімферополь, 2009. — Вип. 1 (5). — 276 с. — С. 202—205.
24. Організаційно-правові проблеми підвищення ефективності матеріально-технічної та фінансової підсистеми цивільного захисту в Україні. — Юридична Україна. — 2010. — № 1. — С. 64–68.
25. Проблеми та перспективи фінансового забезпечення створення та функціонування системи зв'язку та оповіщення єдиної державної системи цивільного захисту. — Митна справа. — № 2 (68). — 2010. — Частина 2. — С. 241—246.
26. Державна політика у сфері цивільного захисту: фінансово-правовий аспект. — Юриспруденція: теорія і практика. — 2010. — № 8 (70). — С. 60–64.
27. Напрями удосконалення правового та методологічного забезпечення фінансових відносин у сфері цивільного захисту у контексті євроінтеграційних процесів. — Митна справа. — № 4 (70). — 2010. — Частина 2. — С. 175—181.
28. Теоретико-правові засади бюджетного контролю за використанням коштів у сфері цивільного захисту. — Юриспруденція: теорія і практика. — 2010. — № 9 (71). — С. 36–43.
29. Фінансово-правове регулювання створення та використання страхових фондів коштів у сфері цивільного захисту. — Митна справа. — № 5 (71). — 2010. — Частина 2. — С. 235—239.
30. Організаційно-правові засади фінансового забезпечення реалізації програм розвитку системи цивільного захисту. — Митна справа. — № 6 (72). — 2010. — Частина 2. — С. 309—313.
31. Бюджетна реформа та її вплив на стан фінансового забезпечення функціонування системи цивільного захисту. — Науковий вісник НАВС. — 2011. — № 2. — С. 134—143.
32. Підвищення ефективності фінансування цивільного захисту як фактор забезпечення економічної безпеки держави (тези доповідей). — Шлях України до економічної безпеки: Матеріали науково-практичної конференції (м. Харків, 20 квітня 2007 р.). — Харків. — 2007. — 361 с. — С. 13–17.
33. Теоретико-правові питання розмежування бюджетних повноважень у сфері цивільного захисту (тези доповідей). — Сборник научных трудов по материалам международной научно-практической конференции «Современные проблемы и пути их решения в науке, транспорте, производстве и образовании». — Том 14. — Юридические и политические науки. — Одесса: Черноморье. — 2009. — 90 с. — С. 80–82.
34. Міністерство внутрішніх справ України як учасник єдиної державної системи цивільного захисту (тези доповідей). — Матеріали ІІ міжнародної науково-практичної конференції «Роль та місце ОВС у розбудові демократичної правової держави» 23 квітня 2010 р. — Одеса: ОДУВС, 2010. — 352 с. — С. 73.
35. Створення сучасних систем надання допомоги у разі виникнення надзвичайних ситуацій у процесі підготовки до проведення Євро-2012: фінансово-правовий аспект (тези доповідей). — Взаємодія органів державної влади та місцевого самоврядування під час проведення в Україні фінальної частини чемпіонату Європи 2012 р. з футболу: матеріали міжнарод. наук.-практ. конф. (м. Тернопіль, 25-26 листопада 2010 р.). — К. : НАВС, 2010. — 264 с. — С. 197—199.
36. Оптимізація системи управління у сфері цивільного захисту: питання розмежування компетенції (організаційно-правовий аспект) (тези доповідей). — 12 Всеукраїнська наук.-практ. конференція рятувальників: матеріали конференції (м. Київ, 22-23 вересня 2010 р.). — Київ: ІДУЦЗ НУЦЗУ, 2010. — 446 с. — С. 425—429.
37. Информационное обеспечение функционирования элементов системы гражданской защиты (правовой аспект) (тези доповідей). — Х международная научно-практическая конференция «Информационные технологии и безопасность» (г. Севастополь, 25-29 июня 2010 года). — Севастополь: ЕПОС, 2010. — 208 с. — С. 123—126.
38. Організаційно-правові засади протидії злочинам, які вчиняються з використанням комп'ютерних мереж у сфері цивільного захисту (тези доповідей). — Протидія злочинам, які вчиняються з використанням комп'ютерних мереж: тези доповідей Міжнародної науково-практичної конференції (м. Севастополь, 1–2 жовтня 2010 р.) / Державний вищий навчальний заклад «Українська академія банківської справи Національного банку України». — Суми: ДВНЗ «УАБС НБУ», 2010. — 208 с. — С. 123—126.
39. Напрями удосконалення механізму фінансово-економічного забезпечення мінімізації ризиків надзвичайних ситуацій (тези доповідей). — Збірник тез доповідей за матеріалами Міжвузівського науково-практичного семінару «Сучасні напрями теоретичних та прикладних досліджень економіки та права» (м. Київ, 10 травня 2011 р.). — К., 2011. — 130 с. — С. 19–20.
40. Організаційно-правові засади фінансування органів виконавчої та судової влади із використанням програмно-цільового методу. — Юридична наука. — 2011. — № 4-5. — С. 77–83.
41. Система та адміністративно-правовий статус суб'єктів забезпечення цивільного захисту (тези доповідей). — Теоретичні та практичні проблеми правового регулювання економіки: мат-ли Міжвузівського наук.-практ. семінару (м. Київ, 14 грудня 2011 р.). — К. : ТОВ «Три К», 2011. — С. 102—105.
42. Становлення системи цивільного захисту та місце пожежної служби у цьому процесі. — Науковий вісник УкрНДІПБ. — 2005. — № 2(12). — С. 122—126.
43. Управління фінансами у сфері цивільного захисту (тези доповідей). — Правове забезпечення взаємодії оперативних підрозділів та слідчих апаратів у розкритті та розслідуванні злочинів: тези доповідей міжвузівської курсантської (студентської) науково-теоретичної конференції (м. Київ, 17-18 травня 2005 р.). — К. : Нац. акад. внутр. справ України, 2005. — 236 с. — С. 212—213.
44. Напрямки розвитку фінансового законодавства України у контексті Євроінтеграційного процесу. — Науковий вісник Херсонського державного університету: Серія Юридичні науки Спецвипуск 2013 — Херсон, 2013. — 117 с.
45. Розвиток фінансового законодавства як фактор забезпечення воєнно-економічної безпеки держави. — Митна справа: науково-аналітичний журнал № 4(94), 2014 частина 2 липень-серпень / За ред. : Ківалов С. В., Додін Є. В. — м. Львів, 2014. — 278 с.
46. Зарубежный опыт обеспечения общественной безопасности в условиях чрезвычайных ситуаций и пути его адаптиции к отечественных условий: организационно-правовой аспект. — Право и политика: научно-методический журнал № 2/2 2014 — Кыргызская Республика, 2014. — 132 с.
47. Законодавче забезпечення підвищення ефективності контролю за використанням бюджетних коштів на умовах надзвичайних ситуацій. — Науковий вісник Херсонського державного університету: Серія Юридичні науки 3/2014 — Херсон, 2014. — 297 с.
48. Організаційно-правові засади функціонування системи цивільного захисту в умовах проведення антитерористичної операції. — Науковий вісник Міжнародного гуманітарного університету: Серія Юриспруденція 9-2 том 1 — Одеса, 2014. — 199 с.
49. Правові засади використання в Україні страхових та інших позабюджетних механізмів фінансування заходів у сфері цивільного захисту та оборони. — Право: Науковий вісник Ужгородського університету: Серія Право випуск 28 том 2 –Ужгород, 2014. — 199 с.
50. Актуальний стан адміністративно-правового забезпечення національної економічної безпеки. — Право: Науковий вісник Ужгородського університету: Серія Право випуск 29 том 2 –Ужгород, 2014. — 112 с.
51. Протидія легалізації коштів, здобутих злочинним шляхом через офшорні юрисдикції: фінансово-правовий аспект. — Боротьба з організованою злочинністю і корупцією (теорія і практика): науково-практичний журнал 1(32). — Київ, 2014. — 171 с.
52. Економічна безпека: теоретико-правовий аспект забезпечення. — Право і суспільство. — 2014. — № 6-2, ч.1. — С. 32–38.
53. Національна оцінка ризиків у законодавчих новаціях у сфері протидії відмиванню коштів та фінансуванню тероризму. — Боротьба з організованою злочинністю і корупцією (теорія і практика): науково-практичний журнал 2(33). — Київ, 2014. — 168 с.
54. Правове регулювання бюджетування, заснованого на програмно-цільовому підході: проблеми та перспективи (тези доповідей). — Матеріали науково-практичної конференції «Актуальні проблеми правового регулювання економічної безпеки» (м. Київ, 02 жовтня 2013 р.). — К. : НАВС, 2013. — С. 248—250.
55. Нікчемність заповіту та визнання заповіту недійсним: цивільно-правові аспекти. — Молодий вчений. — 2014. — № 11(14). — С. 15-20.
56. Свобода заповіту і таємниця заповіту як юридичні гарантії реалізації права на спадкування за заповітом. — Науковий вісник Ужгородського національного університету. Серія «Право». — 2014. — № 29. — С. 25-31.
57. Значення підвищення ефективності фінансового моніторингу для забезпечення економічної безпеки держави. — Південноукраїнський правничий часопис. — 2014. — № 3. — С. 127—130.
58. Загрози економічний безпеці держави у податковій сфері: теоретико-правовий аспект. — Науковий вісник Херсонського державного університету: Серія: Юридичні науки. — 2014. — № 4, том 2 — С. 143—147.
59. Значення фінансового моніторингу для забезпечення економічної безпеки держави. — Матеріали науково-практичної конференції «Актуальні питання реформування правової системи в Україні» (м. Київ, 28 квітня 2015 р.). — К. : Навчально-науковий інститут підготови фахівців для експертно-криміналістичних підрозділів Національної Академії внутрішніх справ, 2015. — С. 87-89.
60. Діагностика можливостей підприємства щодо утримання клієнтури та відповідальність за порушення законодавства про захист прав споживачів. — Підприємство, господарство і право. — 2016. — № 9(247). — С. 45.
61. Формування правових позицій щодо розслідування міжнародних злочинів. — Матеріали міжвідомчого круглого столу (м. Київ, 28 жовтня 2016 р.). — К. : НАВС, 2016. — 292 с.
62. Національна податкова безпека та перспективи використання досвіду Податкової служби (IRS) Сполучених Штатів Америки для боротьби з тіньовою економікою в Україні. — Науково-практичний юридичний журнал «Публічне право». — 2017. — № 1(25). — С. 18-25.
63. Правові та організаційні засади функціонування національного агентства України з питань виявлення, розшуку та управління активами, одержаними від корупційних та інших злочинів. — Збірник всеукраїнської науково-практичної конференції «Актуальні проблеми розвитку правової держави і громадянського суспільства». — (м. Київ, 29 березня 2017 р.). — К. : МАУП, 2017. — 128 с.
64. Національне агентство України з питань виявлення, розшуку та управління активами, одержаними від корупційних та інших злочинів: становлення нового центрального органу виконавчої влади. — Матеріали міжвідомчого круглого столу «Тіньова економіка: Світові тенденції та українські реалії». — (м. Київ, 23 червня 2017 р.). — К. : НАВС, 2017. — 123 с.
65. Червоні прапори FATF. — Матеріали Міжнародного круглого столу «Корупційна злочинність у міжнародному вимірі: форми, методи та засоби протидії». — (м. Київ, 9-10 листопада 2017 р.). — К. : НАВС, С. 70-73.
66. Базові принципи підготовки спеціалістів розвідувальних та контртерористичних органів із застосуванням мережевої освіти. — Матеріали міжнародної науково-практичної конференції «Стан та перспективи реформування сектору безпеки і оборони України». — К. : Інститут управління державної охорони України КНУТШ, 2017. — С. 452—454.
67. Відмивання доходів, одержаних від корупційних діянь, у сучасних умовах: Проблемні аспекти. — Матеріали ІІ Міжнародної науково-практичної конференції «Реалізація державної антикорупційної політики в міжнародному вимірі» (м. Київ, 08 грудня 2017 р.). — К. : НАВС, 2017. — С. 185—188.
68. Повноваження правоохоронних та слідчих органів: міжнародні стандарти боротьби з відмиванням коштів, фінансуванням тероризму і розповсюдження зброї масового знищення. — Матеріали ІІ Міжнародної науково-практичної конференції «Стан та перспективи реформування сектору безпеки і оборони України» (м. Київ, 30 листопада 2018 р.). — К. : КНУТШ, 2018. — С. 537—539.
69. Дуальний корупційний характер національного ринку нерухомого майна: аналіз основних тенденцій. — Матеріали III Міжнародної науково-практичної конференції «Реалізація державної антикорупційної політики в міжнародному вимірі» (м. Київ, 07 грудня 2018 р.). — К. : НАВС, 2018. — С. 163—165.
70. Anti-corruption and anti-legaliztion role of the General Prosecutor of Ukraine through the prism of international standards. — Scientific journal «European Science». — 2018. — № 5. ISSN 2585-7738.
71. Досвід Великої Британії в побудові національних антилегалізаційної та антикорупційної систем в Україні (англ.) — Вісник Національної академії прокуратури України. — 2018. — № 4(56). ISSN 2311-6676.
72. Особливості підготовки фахівців для антилегалізаційної та антикорупційної системи. — Матеріали III Міжнародної науково-практичної конференції «Іншомовна підготовка працівників правоохоронних органів і сектору безпеки» (м. Київ, 27 березня 2019 р.). — ISBN 9787-617-7500-78-9. — С. 184—185.
73. Гібридний характер корупції в оборонній сфері України. — Збірник тез міжнародної науково-практичної конференції «Гібридні загрози економічній безпеці держави в транзитивній економіці» (м. Київ, 14 березня 2019 року). — ISBN 978-611-01-1509-4. С. 6-9.
74. Новації законодавства у сфері протидії відмиванню коштів, фінансуванню тероризму та розповсюдженню зброї масового знищення. — Реалізація державної антикорупційної політики в міжнародному вимірі: матеріали IV Міжнар. наук.-практ. конференції (Київ, 12 груд. 2019 р.) у 2 ч. — Київ : Нац. акад. внутр. справ, 2019. — Ч.1. — С. 245-247.